# Glenochrysa hopkinsi
Glenochrysa hopkinsi is een insect uit de familie van de gaasvliegen (Chrysopidae), die tot de orde netvleugeligen (Neuroptera) behoort. 
Glenochrysa hopkinsi is voor het eerst wetenschappelijk beschreven door Esben-Petersen in 1928.